# WHIP (statistique)
Pour les articles homonymes, voir Whip.

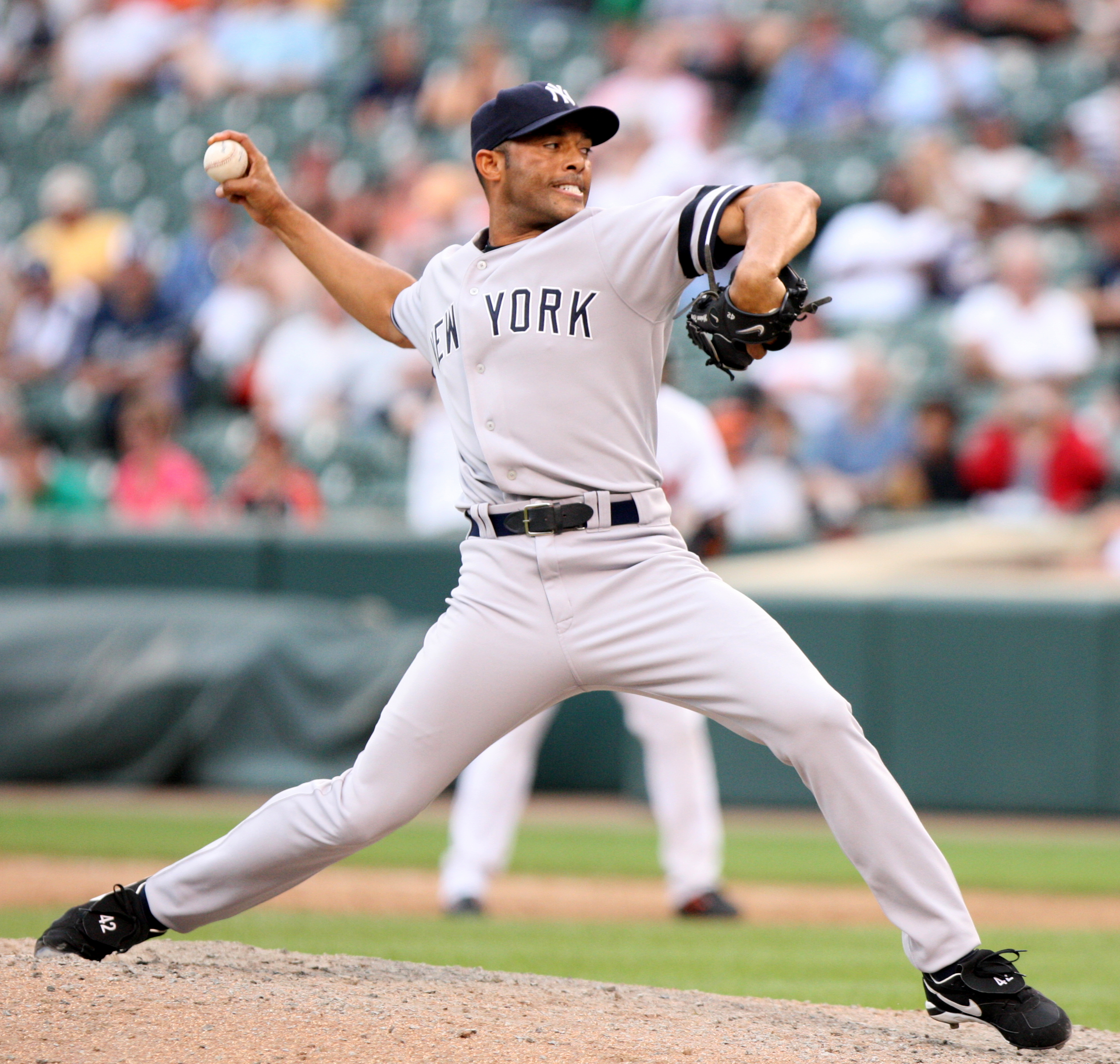
Après la saison 2009, Mariano Rivera possède la meilleure WHIP parmi les lanceurs actifs de la Ligue majeure de baseball.

La moyenne de buts sur balles et de coups sûrs accordés par manche lancée, plus couramment désigné par l'acronyme WHIP, est une statistique au baseball visant à déterminer l'efficacité d'un lanceur.

## Définition
WHIP est l'acronyme de Walks plus Hits per Inning Pitched, ou en français : les buts-sur-balles (Walks) plus les coups sûrs (Hits) accordés par manche lancée (Innings Pitched).

## Formule

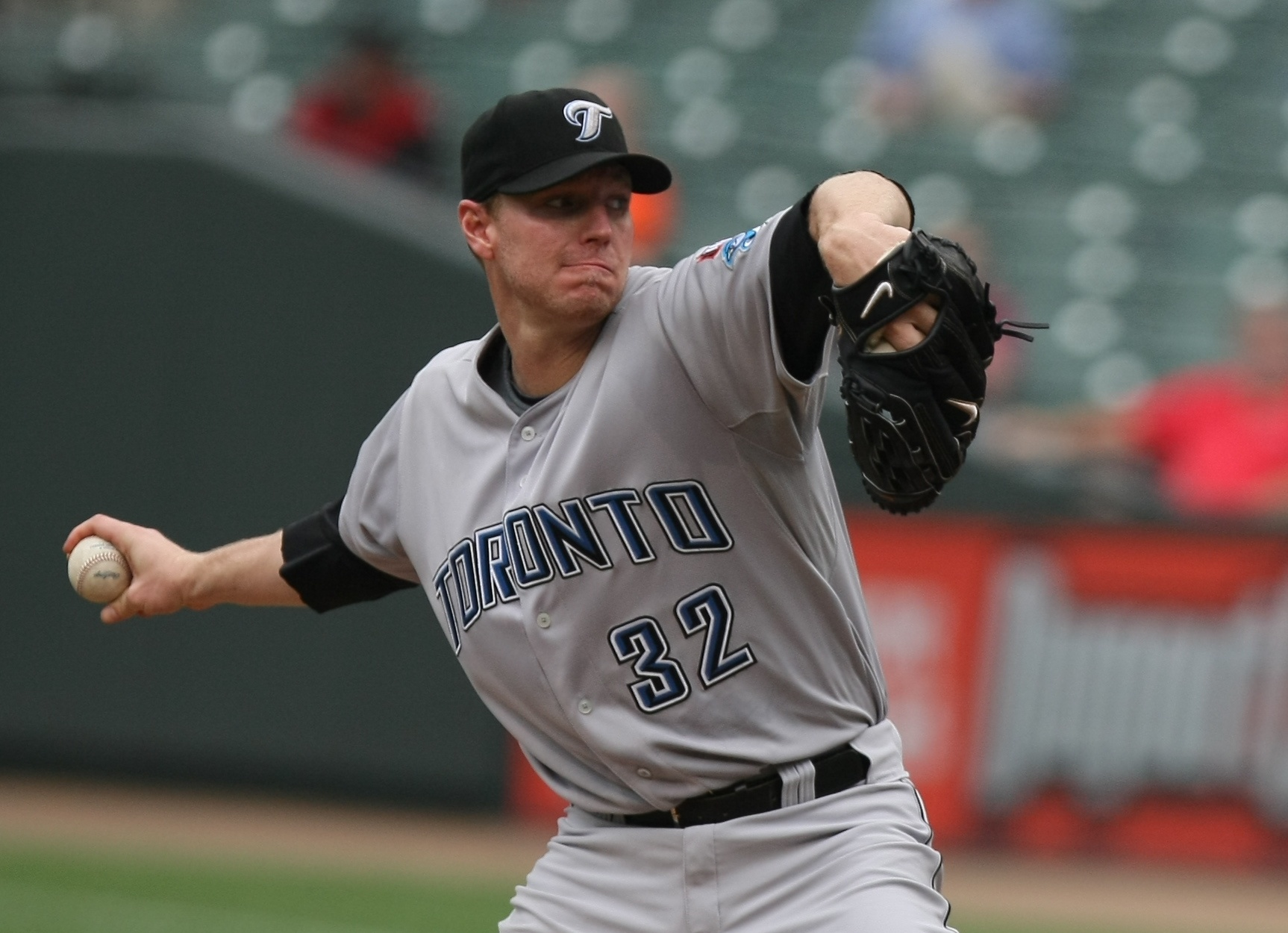
Roy Halladay.

La formule pour calculer la WHIP est la suivante :
{\displaystyle WHIP={\frac {W+H}{IP}}}
La WHIP est donc calculée en additionnant les buts-sur-balles (W) et les coups sûrs (H) accordés, puis en divisant ce total par le nombre de manches lancées (IP).

### Exemple
En 2008, le lanceur présentant la meilleure WHIP de la Ligue majeure de baseball fut Roy Halladay des Blue Jays de Toronto. Il accorda 39 buts-sur-balles et 220 coups sûrs en 246 manches passées au monticule. Le total de buts-sur-balles et de coups sûrs (39 + 220 = 259) divisé par le nombre de manches (246) donne donc une WHIP de 1,053.

## Utilité
Alors que la moyenne de points mérités calcule les points mérités accordés par un lanceur, la WHIP permet de mesurer plus directement l'efficacité d'un lanceur contre les frappeurs adverses. 
Par exemple, si un joueur en défensive commet une erreur pendant une manche, les points comptés par l'équipe en attaque à partir de ce moment seront déclarés « non mérités », car ils n'auraient pas été comptés si le jeu menant à l'erreur s'était plutôt soldé par un retrait. Par conséquent, le lanceur ne verra pas sa moyenne de points mérités augmenter même s'il est en partie responsable des points de l'équipe adverse en ayant au préalable laissé un ou des coureurs atteindre les sentiers après un but-sur-balle ou un coup sûr. La WHIP permet de s'assurer que ces buts-sur-balles ou coups sûrs ne sont pas oubliés lorsque vient le temps de mesurer la qualité du travail de ce lanceur.
Plus la WHIP est basse, plus le lanceur s'est montré efficace. Un lanceur affichant une WHIP autour de 1,0 (donc une moyenne de 1 coup sûr ou but-sur-balle par manche de travail) devrait figurer parmi les meilleurs.

## Records

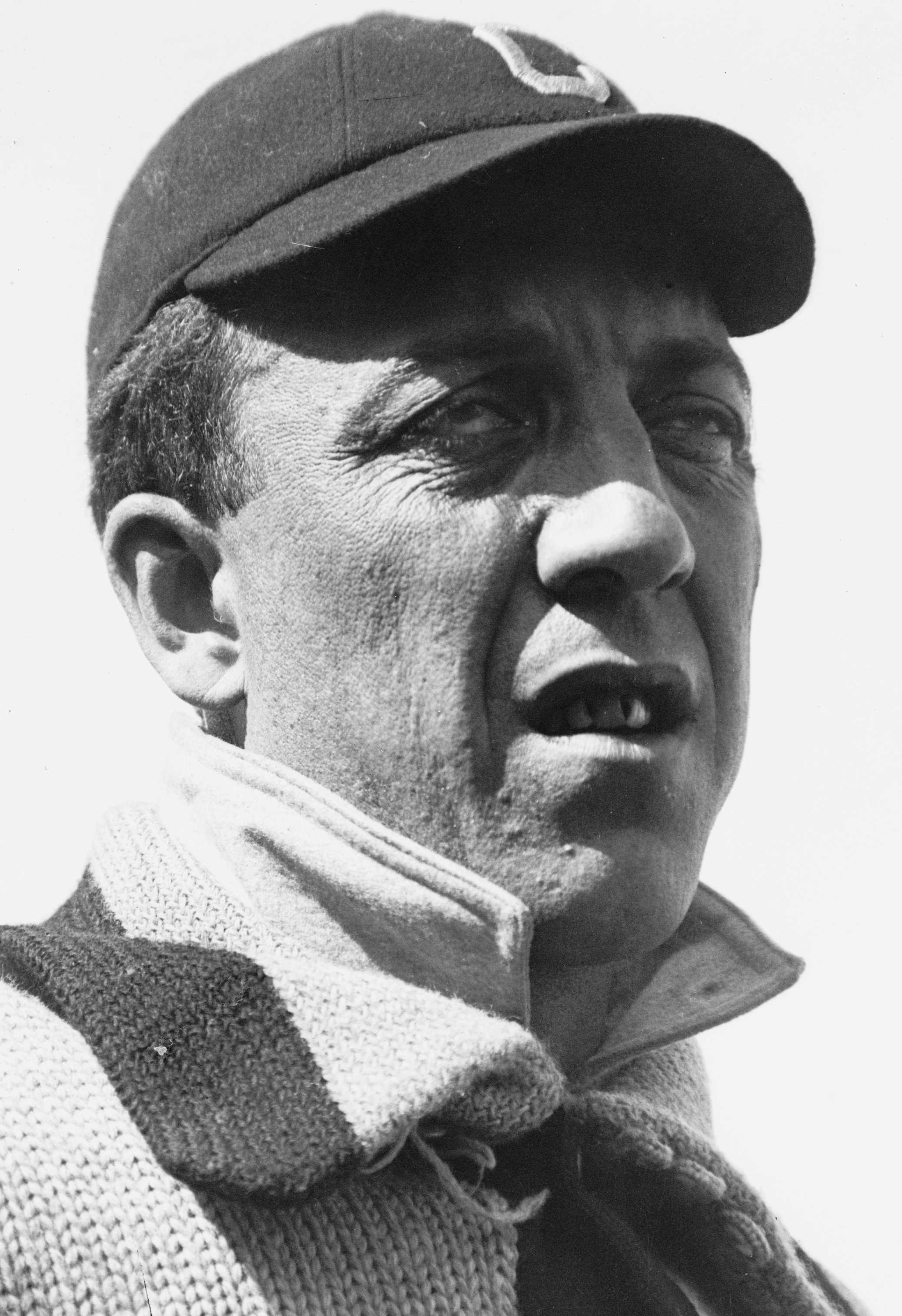
Addie Joss affiche la meilleure WHIP de l'histoire de la MLB.

La WHIP la plus basse jamais enregistré en une saison dans la Ligue majeure de baseball fut de 0,737 par Pedro Martinez des Red Sox de Boston en 2000.
Le lanceur présentant la WHIP en carrière la plus basse est Addie Joss à 0,967 en 2 327 manches lancées.
Parmi les joueurs actifs, le meneur après la saison 2012 est Mariano Rivera, avec une WHIP de 0,997.

## Impact
La WHIP est une des statistiques faisant partie de la sabermétrie (en anglais : sabermetrics), une nouvelle approche mathématique et statistique développée dans les dernières années. Elle est l'une des rares statistiques sabermétriques à être passée, dans une certaine mesure, dans le vocabulaire courant des partisans et des journalistes de baseball et l'on y fait de plus en plus référence, à l'instar de l'OPS et l'OPS+ pour les frappeurs.